# Лэшофф, Брайан
Брайан Лэшофф (англ. Brian Lashoff; 16 июля 1990, Олбани, Нью-Йорк, США) — профессиональный американский хоккеист, защитник клуба Национальной хоккейной лиги (НХЛ) «Детройт Ред Уингз». Обладатель золотых медалей Молодёжного чемпионата мира 2010 года в составе сборной США. Младший брат защитника Мэтта Лэшоффа.

## Игровая карьера
Свою юниорскую карьеру Брайан начал в Хоккейной лиге Онтарио (ОХЛ) в сезоне 2006—07, выступая за команду «Барри Кольтс».
1 октября 2008 года, после прохождения сборов в тренировочном лагере, Лэшофф подписал трехлетний контракт новичка с «Детройт Ред Уингз». Большую часть сезона 2008—09 Брайан провёл в ОХЛ, выступая за «Кингстон Фронтенакс», где был назначен капитаном своей команды. По ходу сезона Лэшофф принял участие в 6 матчах регулярного сезона Американской хоккейной лиги (АХЛ) и в 8 играх розыгрыша плей-офф Кубка Колдера, выходя на лёд в составе фарм-клуба «Красных Крыльев» — «Гранд-Рапидс Гриффинс».
Начиная с сезона 2010-11 Лэшофф закрепляется в основном составе «Гранд-Рапидс Гриффинс».
Дебют в НХЛ для Брайана состоялся 21 января 2013 года, в матче регулярного сезона против «Коламбус Блю Джекетс», после того как получил травму основной защитник «Ред Уингз» — швед Юнатан Эрикссон. В этом же матче Лэшофф открыл счёт заброшенным шайбам в НХЛ, поразив точным броском во втором периоде ворота Сергея Бобровского. 25 февраля 2013 года Лэшофф подписал новый контракт с «Ред Уингз» сроком на 3 года и общей стоимостью 2,17 млн долл. Всего в укороченном из—за локаута сезоне 2012—13 Брайан провёл на льду в составе «Красных Крыльев» 31 матч в которых отметился заброшенной шайбой и 4 результативными передачами. В рамках розыгрыша плей-офф Кубка Стэнли 2013 Лэшофф сыграл в 3 матчах. В мае 2013 года Брайан был отправлен в «Гранд-Рапидс Гриффинс». «Гранд-Рапидс Гриффинс» выиграли Кубок Колдера 2013, победив в финале «Сиракьюз Кранч» со счётом 4—2. Всего в составе «Гриффонов» Лэшофф провёл на льду 38 матчей регулярного сезона и 18 игр в рамках плей—офф.

## Личная жизнь
У Брайана есть старший брат — Мэтт, который в настоящее время является защитником ХК Лександ, представляющий Шведскую элитную серию. Впервые Брайан и Мэтт играли друг против друга 22 декабря 2010 года в матче регулярного сезона АХЛ, когда «Гранд-Рапидс Гриффинс» сошлись в противостоянии с «Торонто Марлис»

## Международные выступления
Брайан играл в составе сборной США на Молодёжном чемпионате мира 2010 года, который проходил в Канаде, где «звёздно—полосатые» смогли завоевать медали высшего достоинства, победив в финале родоначальников хоккея — сборную Канады со счётом 6—5. Сам Лэшофф сыграл в 7 матчах на турнире, в которых отметился 2 результативными передачами.

## Статистика

### Регулярный сезон и плей—офф
| 2006–07   | Барри Кольтс          | ОХЛ       | 47  | 2 | 10 | 12 | 5  | 5  | 0 | 1 | 1 | 2  |
| 2007–08   | Барри Кольтс          | ОХЛ       | 50  | 5 | 15 | 20 | 44 | 8  | 0 | 1 | 1 | 4  |
| 2008–09   | Барри Кольтс          | ОХЛ       | 25  | 1 | 12 | 13 | 19 | —  | — | — | — | —  |
| 2008–09   | Кингстон Фронтенакс   | ОХЛ       | 35  | 6 | 13 | 19 | 32 | —  | — | — | — | —  |
| 2008–09   | Гранд-Рапидс Гриффинс | АХЛ       | 6   | 1 | 4  | 5  | 0  | 8  | 1 | 4 | 5 | 2  |
| 2009–10   | Кингстон Фронтенакс   | OHL       | 58  | 6 | 21 | 27 | 71 | 7  | 0 | 0 | 0 | 12 |
| 2009–10   | Гранд-Рапидс Гриффинс | АХЛ       | 6   | 0 | 2  | 2  | 5  | —  | — | — | — | —  |
| 2010–11   | Гранд-Рапидс Гриффинс | АХЛ       | 37  | 0 | 3  | 3  | 25 | —  | — | — | — | —  |
| 2010–11   | Толедо Уолей          | ECHL      | 3   | 0 | 1  | 1  | 0  | —  | — | — | — | —  |
| 2011–12   | Гранд-Рапидс Гриффинс | АХЛ       | 76  | 8 | 11 | 19 | 41 | —  | — | — | — | —  |
| 2012–13   | Гранд-Рапидс Гриффинс | АХЛ       | 37  | 2 | 4  | 6  | 23 | 18 | 0 | 1 | 1 | 10 |
| 2012–13   | Детройт Ред Уингз     | НХЛ       | 31  | 1 | 4  | 5  | 15 | 3  | 0 | 0 | 0 | 0  |
| 2013–14   | Детройт Ред Уингз     | НХЛ       | 75  | 1 | 5  | 6  | 36 | 5  | 0 | 0 | 0 | 0  |
| НХЛ всего | НХЛ всего             | НХЛ всего | 106 | 2 | 9  | 11 | 51 | 8  | 0 | 0 | 0 | 0  |

### Международные турниры
| Год       | Команда   | Турнир    | Результат | И | Г | П | О | Ш |
| --------- | --------- | --------- | --------- | - | - | - | - | - |
| 2010      | США       | МЧМ       | золото    | 7 | 0 | 2 | 2 | 4 |
| МЧМ всего | МЧМ всего | МЧМ всего |           | 7 | 0 | 2 | 2 | 4 |